# Adam Maciejewski (zawodnik MMA)
Adam Maciejewski (ur. 11 lipca 1980 w Kraśniku) – polski zapaśnik oraz zawodnik MMA wagi ciężkiej, mistrz Polski juniorów w zapasach z 1998 oraz srebrny medalista z 2000. Jako zawodnik MMA walczył m.in. w King of the Cage, Thunderstrike Fight League, Bellator MMA czy International Fight League.

## Kariera sportowa
Jako zapaśnik trenował w klubie STAL w Kraśniku. W 1996 zdobył złoty medal podczas drużynowych mistrzostw Polski, natomiast w 1998 został indywidualnym mistrzem Polski juniorów w kat. 130 kg. W tym samym roku zajął drugie miejsce podczas Pucharu Polski rozgrywającym się w Łodzi. W 1999 ponownie zdobył srebro w Pucharze Polski. W 2000 zajął drugie miejsce na mistrzostwach Polski juniorów w wadze ciężkiej.
W wieku 21 lat wyemigrował do USA. Tam też rozpoczął treningi MMA, natomiast zawodowy debiut w tejże formule walki zanotował 12 października 2003 przegrywając z Samen Hogerem przez poddanie. W latach 2005–2009 walczył głównie na lokalnych amerykańskich galach, włączając w to pojedynki m.in. dla King of the Cage w której pokonywał Hectora Urbine czy International Fight League, gdzie występował w drużynie Chicago Red Bears, notując dwie porażki.
W 2013 powrócił do Polski tocząc zwycięski pojedynek na gali Fighters Arena przeciwko Rafałowi Niedziałkowskiemu. 31 lipca 2015 przegrał z mistrzem Bellator MMA Rosjanin Witalijem Minakowem przez techniczny nokaut. W lutym 2017 podpisał kontrakt z czołową organizacją MMA na świecie Bellator MMA. Jego debiut był zaplanowany na 31 marca 2017, a rywalem miał być Amerykanin Prince Mclean, jednak do walki nie doszło w związku z niedopuszczeniem Mcleana do pojedynku w przeddzień gali przez nowojorską komisję sportową.

## Osiągnięcia

### Zapasy
- 1996: Drużynowe Mistrzostwa Polski w zapasach – 1. miejsce[4]
- 1998: Mistrzostwa Polski Juniorów w zapasach – 1. miejsce w kat. 130 kg[5]
- 1998: Puchar Polski w zapasach – 2. miejsce w kat. 130 kg[5]
- 1999: Puchar Polski w zapasach – 2. miejsce w kat. 130 kg[6]
- 2000: Mistrzostwa Polski Juniorów w zapasach – 2. miejsce w kat. 130 kg[5]

## Lista walk w MMA
| Wynik     | Bilans | Przeciwnik (bilans przed walką) | Rozstrzygnięcie                       | Runda | Czas | Rozgrywki                               | Data       | Miejsce         | Uwagi         |
| --------- | ------ | ------------------------------- | ------------------------------------- | ----- | ---- | --------------------------------------- | ---------- | --------------- | ------------- |
| Przegrana | 13-7-1 | Rob Morrow (23-21-1)            | Decyzja (jednogłośna)                 | 3     | 5:00 | Bellator 198: Fedor vs. Mir             | 28.04.2018 | Rosemont        |               |
| Przegrana | 13-6-1 | Witalij Minakow (14-0)          | TKO (ciosy pięściami)                 | 1     | 0:20 | Fight Nights: Sochi                     | 31.07.2015 | Soczi           | Main Event    |
| Wygrana   | 13-5-1 | Ray Lopez (8-7)                 | Decyzja (jednogłośna)                 | 3     | 5:00 | XFO 53                                  | 11.10.2014 | Chicago         | co-Main Event |
| Wygrana   | 12-5-1 | Scott Hough (4-5)               | Poddanie (kimura)                     | 1     | 4:59 | XFO 51                                  | 31.05.2014 | Chicago         | Main Event    |
| Wygrana   | 11-5-1 | Evgeny Boldyrev (7-6)           | Decyzja (jednogłośna)                 | 3     | 5:00 | Thunderstrike Fight League 3            | 22.02.2014 | Kraśnik         | Main Event    |
| Wygrana   | 10-5-1 | Miodrag Petkovic (32-20-1)      | KO (ciosy pięściami)                  | 2     | 4:01 | XFO 49: Maciejewski vs. Petkovic        | 13.12.2013 | Hoffman Estates | Main Event    |
| Wygrana   | 9-5-1  | Rafał Niedziałkowski (2-3)      | Poddanie (ciosy pięściami w parterze) | 1     | 0:55 | Fighters Arena 8: Night of Heavyweights | 24.05.2013 | Bełchatów       | co-Main Event |
| Wygrana   | 8-5-1  | Donell Sykes (1-0)              | Poddanie (klucz na stopę)             | 1     | 4:53 | TFC 15                                  | 30.05.2009 | New Munster     |               |
| Wygrana   | 7-5-1  | Richard White (8-1)             | Decyzja (jednogłośna)                 | 3     | 5:00 | Xtreme Fighting Organization 30         | 02.05.2009 | New Munster     |               |
| Przegrana | 6-5-1  | Louis Taylor (2-0)              | Decyzja (jednogłośna)                 | 3     | 5:00 | Adrenaline MMA 1                        | 14.06.2008 | Hoffman Estates |               |
| Przegrana | 6-4-1  | Mike Ciesnolevicz (11-2)        | TKO (ciosy pięściami)                 | 2     | 2:16 | IFL 13: Chicago                         | 19.05.2007 | Chicago         |               |
| Wygrana   | 6-3-1  | Bobby Martinez (5-3)            | Poddanie (klucz na rękę)              | 2     | 2:40 | IMMAC 2: Attack                         | 21.04.2007 | Chicago         |               |
| Przegrana | 5-3-1  | Reese Andy (5-1-1)              | Poddanie (duszenie zza pleców)        | 2     | 3:11 | IFL 11: Moline                          | 07.04.2007 | Moline          |               |
| Wygrana   | 5-2-1  | Boban Simic (0-0-1)             | Decyzja (jednogłośna)                 | 2     | 5:00 | TFC 7                                   | 10.02.2007 | Hammond         |               |
| Wygrana   | 4-2-1  | Hector Urbina (5-1)             | TKO (ciosy pięściami)                 | 1     | 2:50 | KOTC: Hard Knocks                       | 19.01.2007 | Rockford        |               |
| Remis     | 3-2-1  | Boban Simic (0-0)               | Remis                                 | 3     | 3:00 | Combat: Do Fighting Challenge 9         | 01.08.2006 | Illinois        |               |
| Wygrana   | 3-2    | Jason Guida (10-11)             | Decyzja (jednogłośna)                 | ?     | ?    | Combat: Do Fighting Challenge 5         | 17.12.2005 | Illinois        |               |
| Wygrana   | 2-2    | Jeremy Morrison (9-12-2)        | KO (cios pięścią)                     | ?     | ?    | Combat: Do Fighting Challenge 4         | 13.08.2005 | Illinois        |               |
| Przegrana | 1-2    | Mark Burch (2-0)                | Decyzja (jednogłośna)                 | 3     | 3:00 | Duneland Classic 2                      | 06.08.2005 | Portage         |               |
| Wygrana   | 1-1    | Reese Shaner (1-0)              | KO (cios pięścią)                     | 1     | 0:06 | Combat: Do Fighting Challenge 3         | 14.05.2005 | Illinois        |               |
| Przegrana | 0-1    | Sam Hoger (2-0)                 | Poddanie (duszenie trójkątne)         | 1     | 1:29 | Extreme Challenge 54                    | 12.10.2003 | Illinois        | Debiut w MMA  |